# Calamotropha anticellus
Calamotropha anticellus là một loài bướm đêm trong họ Crambidae.